# William Wymond Walkem
Pour les articles homonymes, voir Walkem.
William Wymond Walkem (25 juin 1850-23 septembre 1919) est un homme politique canadien de la Colombie-Britannique. Il est député provincial indépendant de la circonscription britanno-colombienne de South Nanaimo de 1894 à 1898,.

## Biographie
Né à Montréal dans le Canada-Est, Walkem étudie à l'Université McGill et gradue en 1873. En tant qu'étudiant, il travaille comme reporter dans divers journaux de Montréal. Après ses études, il se rend au Royaume-Uni et tente sans succès de joindre les partisans carlistes qui combattent en Espagne. De retour au Canada, il devient secrétaire privé de son frère, George A. Walkem. Éditeur du Daily Standard de Victoria, il sert également comme inspecteur pénitentiaire provincial et coroner de la province de 1878 à 1895.
Walkem écrit Stories of early British Columbia, publié en 1914.